# 콩재첩
콩재첩 또는 콩조개는 동북아시아에 분포, 서식하는 민물 패류이다. 지금은 거의 멸종되어 채집하기 매우 힘든 종이다. 학명은 Corbicula felnouilliana Heude이다.

## 지리적 분포
북방계 재첩으로서 남쪽으로는 서식하지 않는 것으로 보인다. 금강 이북의 하천이나 한강 하류부근에서 발견된다.

### 서식국가
중국, 한국, 만주

## 형태
패각은 낮은 삼각형으로 각정은 낮으며, 각폭이 좁다. 전연은 넓고 둥글며, 후연은 좁고 뾰족하다. 황갈색이나 노란색의 각피로 덮여 있다. 주치는 약하고 전측치와 후측치는 좁고 길며, 외투선은 만입되지 않았다. 패각은 낮은 삼각형이고, 윤맥은 상당히 세밀하다.

## 서식지와 환경

### 서식지
하천이나 호수 등지의 모래가 우세한곳에서 서식한다. 상류부근보다는 주로 하굿둑이나 하류에서 서식한다. 유기질이 조금있는 곳도 좋아한다.

### 환경
민물(기수역)